# Sångtangaror
Sångtangaror (Phaenicophilidae) är en nyskapad fågelfamilj med tättingar med endast fyra arter som enbart förekommer på ön Hispaniola i Västindien.

## Kännetecken
Arterna är 13–18 cm långa med relativt lång stjärt. Fjäderdräkten är grå eller vit under, olivgrön ovan och med vita täckningar i det grå eller svarta ansiktet. Fåglarna påträffas i olika miljöer, från skogar till torra buskmarker. Födan består av insekter, frukt och frön. Det enkla skålformade boet placeras i en buske eller ett träd. Honan lägger vanligen två till fyra ägg.

## Arter och släkten i familjen
Familjen omfattar tre släkten med sammanlagt fyra arter:
- Släkte Microligea
  - Grönstjärtad sångtangara (Microligea palustris)
- Släkte Xenoligea
  - Vitvingad sångtangara (Xenoligea montana)
- Släkte Phaenicophilus
  - Svartkronad sångtangara (Phaenicophilus palmarum)
  - Gråkronad sångtangara (Phaenicophilus poliocephalus)

## Släktskap
Arterna i familjen har traditionellt placerats i dels familjen tangaror (Phaenicophilus), dels skogssångare (Xenoligea och ’’Microligea). DNA-studier visar dock att de tillhör en egen utvecklingslinje i en grupp som även inkluderar de tidigare tangarorna i Nesospingus och Spindalis. 